# Le Conflit Metaleurop
Pour plus de détails, voir Fiche technique et Distribution.
Le Conflit Metaleurop est un documentaire français réalisé par Stéphane Czubek et Gilles Lallement, sorti en 2004.

## Synopsis
Le 17 janvier 2003, les 830 salariés de l'usine Metaleurop Nord, la plus grande fonderie de plomb et de zinc d'Europe, à Noyelles-Godault dans le Pas-de-Calais, apprennent la fermeture de leur entreprise, abandonnée par leur groupe et placée en redressement judiciaire. Aucun plan social n'est prévu. Commence alors l'occupation de l'usine. Le film suit la lutte des salariés au fil des manifestations, des assemblées générales et des négociations qui s'engagent avec les pouvoirs publics.

## Fiche technique
- Réalisation : Stéphane Czubek et Gilles Lallement
- Auteur : Stéphane Czubek et Gilles Lallement
- Sociétés de production : Flight Productions
- Distribution : France Télévision
- Pays d'origine :  France
- Langue : français
- Format : DV Cam
- Genre : documentaire
- Durée : 80 minutes
- Date de sortie : 2004